# Henri Aimelafille
Henri Aimelafille est un homme politique français né le 28 septembre 1844 à Bordeaux (Gironde) et mort le 22 décembre 1926 à Caudéran (Gironde).
Notaire dans les Charentes, il devient journaliste en 1876, occupant le poste de rédacteur en chef d'un journal radical[Lequel ?].
Il signe de nombreux articles dans le journal républicain Le Don Quichotte autour de l'année 1880, sous le nom d'Henri Aimel.
En 1884, il est le président du syndicat de la presse bordelaise. Il est député boulangiste de la Gironde de 1889 à 1893.

## Sources
- « Henri Aimelafille », dans le Dictionnaire des parlementaires français (1889-1940), sous la direction de Jean Jolly, PUF, 1960 [détail de l’édition]